# Teneriffablåfink
Teneriffablåfink (Fringilla teydea) är en fågel i familjen tättingar som hör till släktet Fringilla, endemisk för Kanarieöarna. Fågeln är djursymbol för ön Teneriffa.

## Kännetecken

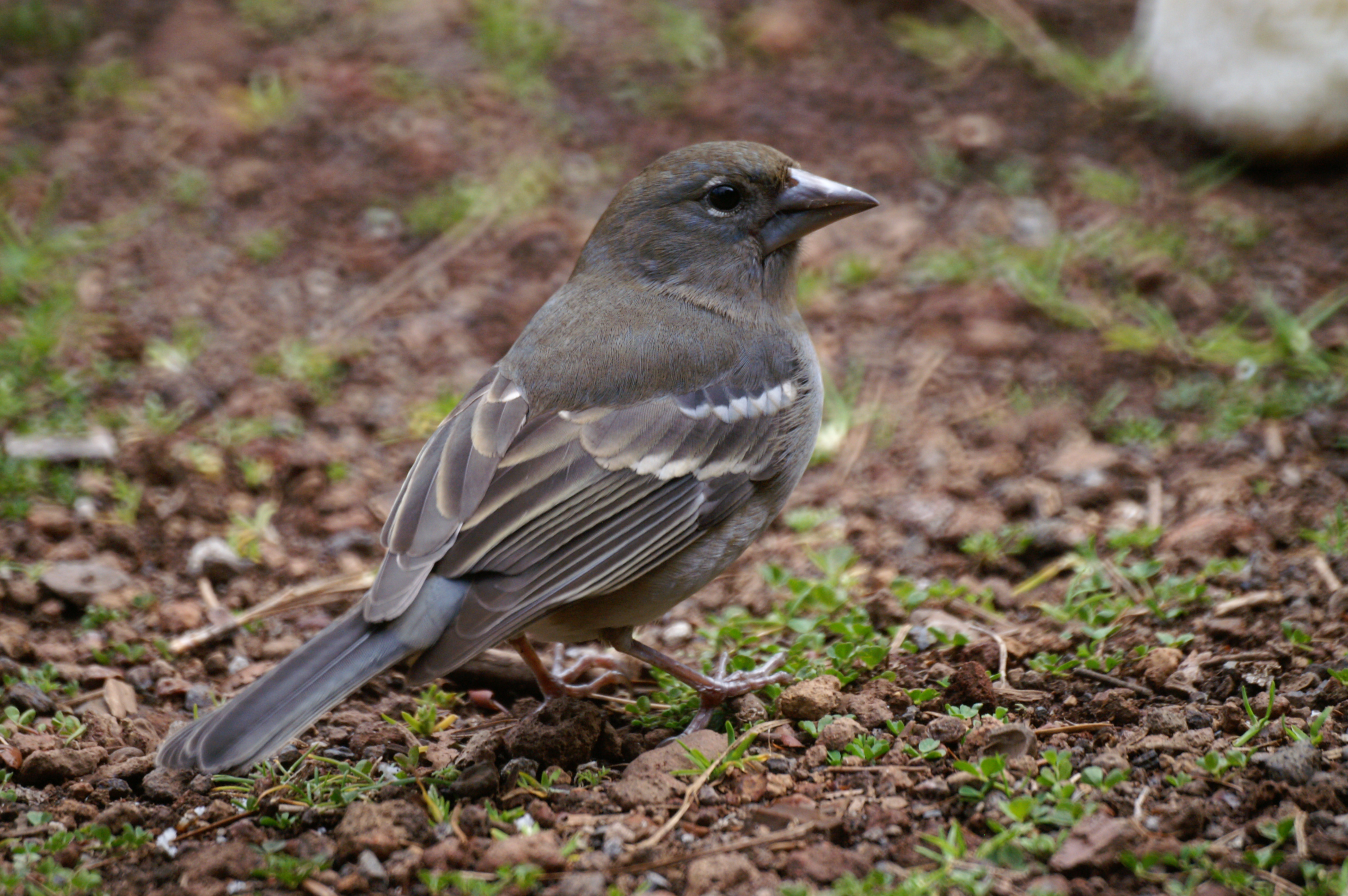
Hona

De båda blåfinksarterna är något kraftigare än bofinken och mäter cirka 16–17 centimeter. Den adulta hanen är nästan uteslutande blå till färgen, men med gråsvarta vingar med två lite svagt markerade blå vingband. Honan är mörkt grå. Sången är kortare och svagare än bofinkens, och överflygningslätena är hesare och grövre, vilket också gäller varnings-, revir- och lockrop. 
Den nära släktingen grancanariablåfinken är generellt mindre än teneriffablåfinken, de vita vingbanden är tydligare markerade och buken är mer vit och mindre blå.

## Taxonomi och utbredning
Teneriffablåfink förekommer enbart som namnet antyder endast på ön Teneriffa. Fram tills nyligen betraktades teneriffablåfink och grancanariablåfink (F. polatzeki) på grannön Gran Canaria som samma art, då under namnet blåfink. Vissa gör det fortfarande. De båda blåfinkarna ingår i släktet Fringilla tillsammans med de två arterna bofink (Fringilla coelebs) och bergfink (Fringilla montifringilla).

## Ekologi
Blåfinkarna är stannfåglar som håller till i olika biotoper dominerade av tallskog, från 700 till 800 meter över havet och upp mot 2 000 meter över havet. Den verkar vara som vanligast i områden med tät undervegetation med framför allt ärtväxten Cytisus proliferus. Utanför häckningstid kan den ibland också påträffas i trädgårdar och odlingar.

### Föda
Tenerifeblåfinken livnär sig huvudsakligen av frön från kanarietallen, men intar också insekter som vivlar och andra skalbaggar, syrsor, gräshoppor, myrlejon, fjärilar oich malar. Arten födosöker huvudsakligen på marken, ensam eller i smågrupper och bara tillfälligtvis i blandflock med bofink. Ibland genomsöker den även grenar och bark på tallar efter insekter metodiskt uppifrån och ner.

### Häckning
Arten häckar från april till augusti. Den är monogam i sitt häckningsbeteende, möjligtvis även år etfter år. Enbart honan bygger boet, mestadels av kvistar från kanarietall, trädljung eller ginst, dun, djurhår, spindelväv, mossa, lav och gräs. Det placeras upp till tolv meter ovanför marken, oftast mot en tallstam. Den lägger två ägg som enbart ruvas av honan i 13–14 dagar. Det är även honan som mestadels matar ungarna. Ungarna är flygga efter 17–18 dagar.

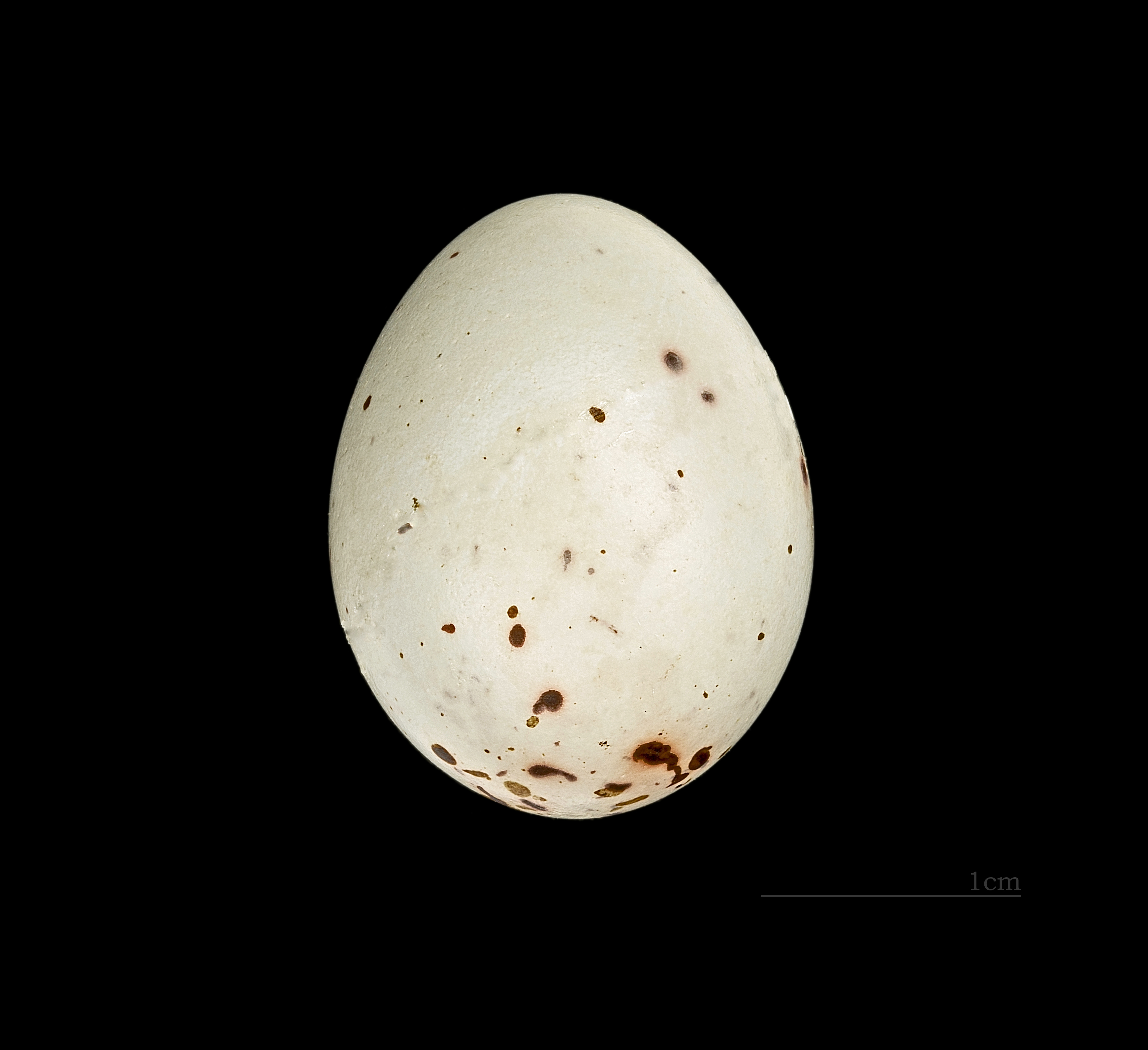
Ägg från teneriffablåfinken

## Status och hot
Beståndet av teneriffablåfink har uppskattats till mellan 2 000 och 5 000 vuxna individer. Utbredningsområdet vidgas och populationen ökar på grund av mer tillgänglig levnadsmiljö. Trots det kategoriserar IUCN arten som nära hotad på grund av den allvarliga påverkan en skogsbrand kan ha på artens bestånd.